# Tekija Hamza-dede Orlovića u Konjević Polju
Tekija Hamza-dede Orlovića, derviški hram u zaseoku Orlovići u Konjević Polju pokraj Bratunca.  Pripadala je hamzevijskom, a danas je u funkciji derviša nakšibendijskog tarikata. 

## Povijest
Tekiju je početkom 16. stoljeća izgradio šejh Hamza-dede Orlović. Osim tekije i turbeta, postoji i mezarje. Iako su tekije kao mjesta okupljanja derviša imale značajnu ulogu u nastanku gradskih naselja u Bosni i Hercegovini, oko Orlovića nije se razvilo gradsko naselje, prije svega zbog blizine Zvornika i Srebrenice. U funkciji musafirhane i konačišta za putnike, tekija je služila do polovine 20. stoljeća. 
Prema osmanskim popisima iz 1519. i 1533, Hamza-dede, spahija s timarom, imao je godišnji prihod od 7.000 akči što ga je svrstavalo u krupnije spahije na tom području. Njegov je timar najvjerojatnije obuhvatao Orloviće, Konjeviće i druga sela u nahiji Kušlat (2 km sjeveroistočno od Orlovića) u srebreničkom kadiluku. Za potrebe tekije, uvakufio je okolno zemljište s košnicama, vinogradom, baščom i njivama. Uvakufljeno zemljište je na osnovu carskog berata oslobođeno svih poreza, ali je određeno da služi kao musafirhana. Porušena je ožujka 1993., nakon pada Cerske i šireg područja Konjević Polja u ofanzivi Vojske Republike Srpske (VRS) Cerska 93. Poslije rata u Bosni i Hercegovini je obnovljena. Od 2019. brigu o tekiji vodi šejh Tekije Ahmed Nuruddin Edib ef. Kravić sa svojim dervišima.

### Turbe
U turbetu se nalaze dva mezara, koja prema predaji pripadaju Hamza-dedi Orloviću i Mustafi Orloviću. Oba imaju i gornji i donji nišan. Na nišanu jednog od mezara nalazi se derviška kapa i uklesan topuz, dok se na drugom mezaru nalazi vojnički saruk i uklesani sablja i štit. Dok se gotovo sa sigurnošću može reći da mezar s derviškom kapom pripada Hamza-dedi, ne postoje pisani dokazi o tome ko je pokopan u drugom mezaru. Prema Muhamedu Hadžijahiću, navodni Mustafin mezar pripada drugoj polovici 16. stoljeća, a sam Mustafa najvjerojatnije je bio Hamzin unuk, a ne sin. Moguće je da je Mustafa Orlović identičan s Mujom Orlanovićem, junakom iz Gyule u Undžurovini (Mađarskoj) koji se pojavljuje u bošnjačkoj epskoj književnosti. Turbe je tijekom rata u Bosni i Hercegovini doživjelo manju štetu pri pokušaju paljenja.

## Uzurpacija zemljišta
U beratu izdatom krajem travnja 1801., navodi se da pojedini ljudi radi zadovoljenja osobnih interesa tvrde da zemljište, vinograd i bašča ne pripadaju zadužbinskom imanju tekije. Prema narodnoj predaji, jednom prilikom se rod Orlovića sveo na samo jednog čovjeka koji je, pokušavajući izbjeći šikaniranje "Konjević kapetana" koji mu je nastojao uzeti zemljište, otišao u vojsku gdje se pobratimio s poznatim junakom Mehmedom iz Pećišta pokraj Srebrenice. Mehmedu je predložio da imanje podijele na što je ovaj pristao. Uz Orloviće, dio Hamza-dedinog vakufa posjeduju i Mehmedovići, koji su potomci Mehmedovi.
Općina Bratunac na čelu s načelnikom Miroslavom Deronjićem bespravno je tijekom rata u Bosni i Hercegovini poklonila Srpskoj crkvenoj pravoslavnoj općini Drinjača dva dunuma zemljišta koja pripadaju Fati Orlović. Na tom je zemljištu 1996. godine nelegalno izgrađena pravoslavna crkva koja do danas nije izmještena iako na području Konjević Polja nikad nije postojala pravoslavna crkva niti postoje ikakvi materijalni dokazi o postojanju pravoslavnog življa.

## Vanjske povezice
- Pola vijeka Hamza-dede Orlovića u Konjević Polju